# Diego Gómez (Fußballspieler)
Diego Alexander Gómez Amarilla (* 27. März 2003 in San Juan Bautista) ist ein paraguayischer Fußballspieler.

## Karriere

### Verein
Von der U19 von Club Libertad kommend, ging er im Juli 2022 in den Kader der ersten Mannschaft über. Bereits kurz davor im Mai 2022 hatte er schon für die Mannschaft sein Debüt in der Copa Libertadores. Kurz danach debütierte er auch in der Liga. Bei dem 1:0-Sieg über Olimpia Asunción sah er aber bereits in der 24. Minute einmal Gelb und dann in der 57. Minute sogar noch glatt Rot, womit er für die nächsten beiden Spiele erst einmal gesperrt wurde. Danach wurde er aber zum Stammspieler bei seinem Klub und gewann mit der Mannschaft mehrere Meistertitel. Für eine Ablöse von 2,7 Mio. € wechselte er im Juli 2023 schließlich in die MLS, wo er beim Franchise Inter Miami unterschrieb. Sein Debüt in der Liga hatte er dann Ende August 2023 bei einem 2:0-Sieg über Red Bull New York, wo er auch gleich ein selbst Tor erzielte. Kurze Zeit später fiel er aufgrund einer Muskelverletzung für ein paar Monate aus, etablierte sich aber danach wieder als Stammspieler.

### Nationalmannschaft

#### U-Mannschaften
Mit der paraguayischen U20 bestritt er ab Juni 2022 sein erstes Freundschaftsspiel und spielte dann in der Rolle des Kapitäns auch mit der Mannschaft bei den Südamerikaspielen 2022, wo sein Team im Finale Ecuador mit 1:0 bezwang. Auch bei der Südamerikameisterschaft 2023 vertrat er sein Team oft als Kapitän, machte hier aber nur fünf Einsätze.
Im Dezember 2023 wurde er erstmals für die paraguayische U23 für die Vorbereitung vor dem Qualifikationsturnier für Olympia nominiert. Dort kam er auch zwei Mal zum Einsatz. Bei dem Turnier selbst stand er dann in allen sieben Partien auf dem Platz und erzielte dabei als Kapitän auch fünf Tore und zwei Vorlagen. Am Ende landete er mit seinem Team hier auf dem ersten Platz der Endgruppe und qualifizierte sich so für die Spiele in Paris.

#### A-Nationalmannschaft
Bereits schon am 31. August 2022 bekam er sein Debüt im Trikot der A-Nationalmannschaft von Paraguay bei einem 1:0-Freundschaftsspielsieg über Mexiko, wo er in der 71. Minute für Richard Sánchez eingewechselt wurde. Nach ein paar weiterer vereinzelter Freundschaftsspiele in den nächsten Monaten kam er ab September 2023 auch in der Qualifikation für die Weltmeisterschaft 2026 zum Einsatz.